# Лесоперевалка
Лесоперевалка — микрорайон в Ленинском районе Новосибирска. Население — свыше 15 000 человек.

## История
Первоначально территория современного микрорайона была островом, который во время постройки Димитровского моста соединился с материковой частью города.
В 1930-х годах здесь находился лесокомбинат, куда плотами доставлялась древесина, которая обрабатывалась, после чего отправлялась на склад, либо сплавлялась дальше.
В середине 2000-х годов на Лесоперевалке появились газопровод и уличное освещение, были ликвидированы несанкционированные свалки, налажен вывоз бытовых отходов. Часть уличной сети микрорайона была засфальтирована, другие улицы отсыпаны щебнем.

## Застройка
Микрорайон застроен преимущественно малоэтажными зданиями.
Также на территории микрорайона расположены 26-этажные здания жилого комплекса «Ясный берег» и 17-этажные дома ЖК «Венеция».

## Значимые объекты инфраструктуры
- Аквапарк — самый крупный в России крытый аквапарк, открытый в 2016 году[1]. Расположен севернее дамбы Димитровского моста.

- Школа № 72 — средняя общеобразовательная школа. Ранее была девятиклассной, но в 2019 году после освобождения четвёртого этажа школьного здания от заброшенных складов и различных арендных организаций появилось 175 новых мест для организации десятых и одиннадцатых классов[2].

- Поликлиника № 16

## Проблемы микрорайона
Лесоперевалка находится в зоне подтопления. Наиболее сильно микрорайон пострадал от наводнения 1969 года.